# Eurotunnel-Klasse 9
Die Eurotunnel-Class-9, manchmal auch Euroshuttle oder ESL 9000, sind im Eurotunnel eingesetzte sechsachsige Elektrolokomotiven für 25 kV Fahrleitungsspannung mit einer Frequenz von 50 Hz. Die 800 Meter langen Züge »Le Shuttle« zur Beförderung von Pkws und »Truck-Shuttle« zur Beförderung von Lkws werden jeweils mit zwei der als Triebkopf ausgebildeten Lokomotiven der Klasse 9 bespannt.

## Geschichte
Im Juli 1989 wurden 40 Lokomotiven für die Beförderung der Shuttle-Züge beim Euroshuttle Locomotive Consortium bestellt, einer Arbeitsgemeinschaft aus Brush Traction und ABB. Das Konsortium erhielt den Zuschlag auf Grund der Erfahrungen im Bau von sechsachsigen Lokomotiven mit drei Drehgestellen und dem Betrieb von Lokomotiven in langen Tunneln. Als Referenzprojekte wurden die von Brush gebauten Lokomotiven der Baureihe EF für die New Zealand Railways sowie die durch den Simplontunnel fahrenden SBB Re 6/6 aufgeführt. Der Simplontunnel ist bekannt für die großen Temperatur- und Feuchtigkeitsunterschiede zwischen Tunnel- und Außenbereich, welche bei bestimmten Wetterlagen zu Kondenswasserbildung in den Fahrzeugen führen kann.
Die Bestellung wurde später auf 38 Einheiten reduziert, welche die Nummern 9001 bis 9038 trugen. Die erste Lokomotive wurde im Dezember 1992 fertiggestellt und ins Eurotunnel-Depot bei Coquelles geliefert. Zwei Lokomotiven wurden auf dem Eisenbahnversuchsring Velim erprobt, wobei eine im Jahre 1993 im Rahmen eines Dauerversuches 50.000 km zurücklegte.
Bei dem Kanaltunnelfeuer vom 18. November 1996 wurde die Lokomotive 9030 so stark beschädigt, dass sich eine Reparatur nicht mehr lohnte. In den Jahren 1997 und 1998 wurden 14 weitere Triebköpfe bestellt, die sich von der Ursprungsausführung durch den fehlenden Hilfsführerstand am Übergangsende unterscheiden und für die Führung der LKW-Züge vorgesehen sind. Eine Lokomotive dieser Serie erhält die Nummer 9040, die anderen erhielten die Nummern 9101 bis 9113.
Im Jahr 2000 wurden sieben weitere Lokomotiven in einer leistungsstärkeren Ausführung bestellt, die ebenfalls für die Beförderung der LKW-Züge bestimmt waren. Ab 2004 wurden die Lokomotiven der ersten Serie überholt, wovon 20 Lokomotiven mit der elektrischen Ausrüstung der verstärkten Ausführung versehen wurden, weitere 18 erhielten die Aufrüstung ab 2008.
2016 waren 13 Lokomotiven der Ursprungs- und 45 in der verstärkten Ausführung im Einsatz. Zur Unterscheidung von den nichtaufgerüsteten Lokomotiven tragen die aufgerüsteten Nummern, die mit 98 beginnen.

## Technik
Die Konstruktion der Lokomotive war einerseits bestimmt durch die Vorgabe, dass aus Sicherheits- und Verfügbarkeitsgründen das Antriebs- und Bremssystem dreifach-redundant ausgeführt sein muss, anderseits muss im englischen Endbahnhof eine Wendeschleife mit nur 280 m Radius mit 60 km/h durchfahren werden können, um die geforderten Fahrzeiten von 35 Minuten zwischen den Verladeterminals erreichen zu können.
Der Lokomotivkasten mit einem Führerstand ruht auf drei zweiachsigen Drehgestellen, die von im Drehgestell vollständig gefedert gelagerten Drehstrom-Asynchronmotoren angetrieben werden. Der Hohlwellen-Kardanantrieb ist ähnlich der DB-Baureihe 120 ausgeführt. Jedes Drehgestell verfügt über seinen eigenen Stromrichter mit zwei Vierquadrantenstellern, der die beiden Motoren mit Strom versorgt. Diese wiederum werden von einem im Maschinenraum angeordneten Transformator mit sechs Traktionswicklungen mit Energie aus der Fahrleitung versorgt. Die Leittechnik der Lokomotiven ist nach dem MICAS-S2-System von der damaligen ABB, später Bombardier Transportation, ausgeführt.
Die ursprüngliche Ausführung der Euroshuttle-Triebköpfe hat eine Leistung von 5,6 MW. Bei diesen Fahrzeugen sind die Stromrichter mit Zweipunktschaltung in GTO-Thyristor-Technik mit Ölkühlung ausgeführt, die ähnlich denjenigen der RhB Ge 4/4 III sind. Sie verfügen über einen Wechselrichter, an den die beiden Motoren eines Drehgestells in Parallelschaltung angeschlossen sind. Die neueren Triebköpfe sowie die aus der ersten Serie aufgerüsteten Triebköpfe verfügen über eine Leistung von 7 MW. Ihre Stromrichter sind in IGBT-Technik mit Wasserkühlung ausgeführt, die mit zwei Wechselrichtern ausgerüstet sind, so dass jeder Motor einzeln geregelt werden kann. Die Leittechnik wurde diesbezüglich durch das Bombardier-MITRAC-System ergänzt bzw. ersetzt.